# 妙法ヶ岳 (岐阜県)
妙法ヶ岳（みょうほうがたけ）は、岐阜県揖斐郡揖斐川町 にある標高666.8 mの山。山域は揖斐関ヶ原養老国定公園の指定区域にある。岐阜県山岳連盟により、続ぎふ百山のひとつに選定されている。

## 概要
南東山腹に西国三十三所第33番札所の798年（延暦17年）草創の天台宗谷汲山華厳寺があり、南側に門前町が展開し、旅館、食堂、土産店が並ぶ。華厳寺と山頂との中間付近に奥ノ院がある。西山麓には美濃の正倉院ともいわれる西国三十三所第1番札所（西国三十三所の33番目の霊場）の横蔵寺がある。山麓ではシイタケ、茶などが栽培されている。

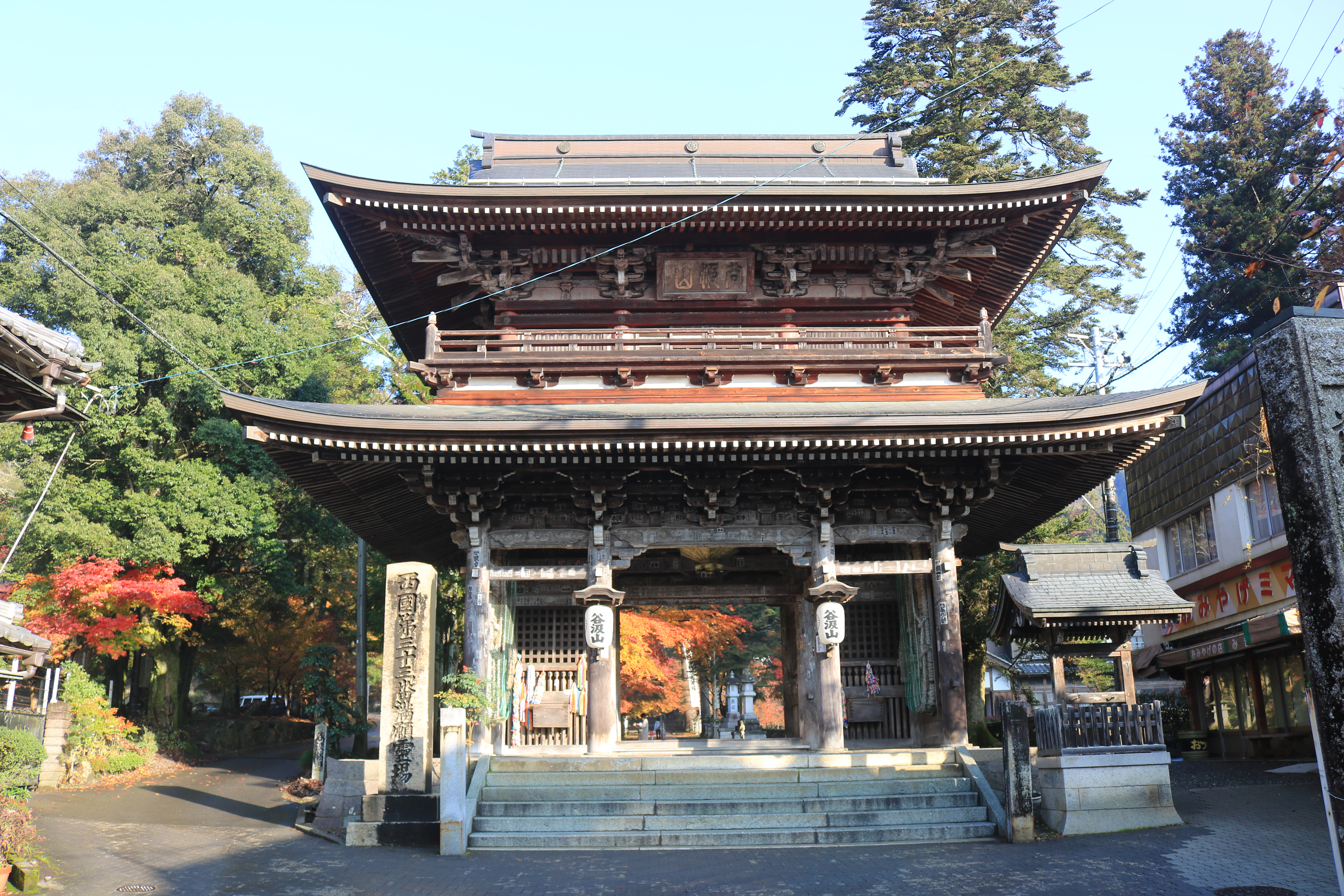
南東山麓にある華厳寺の仁王門
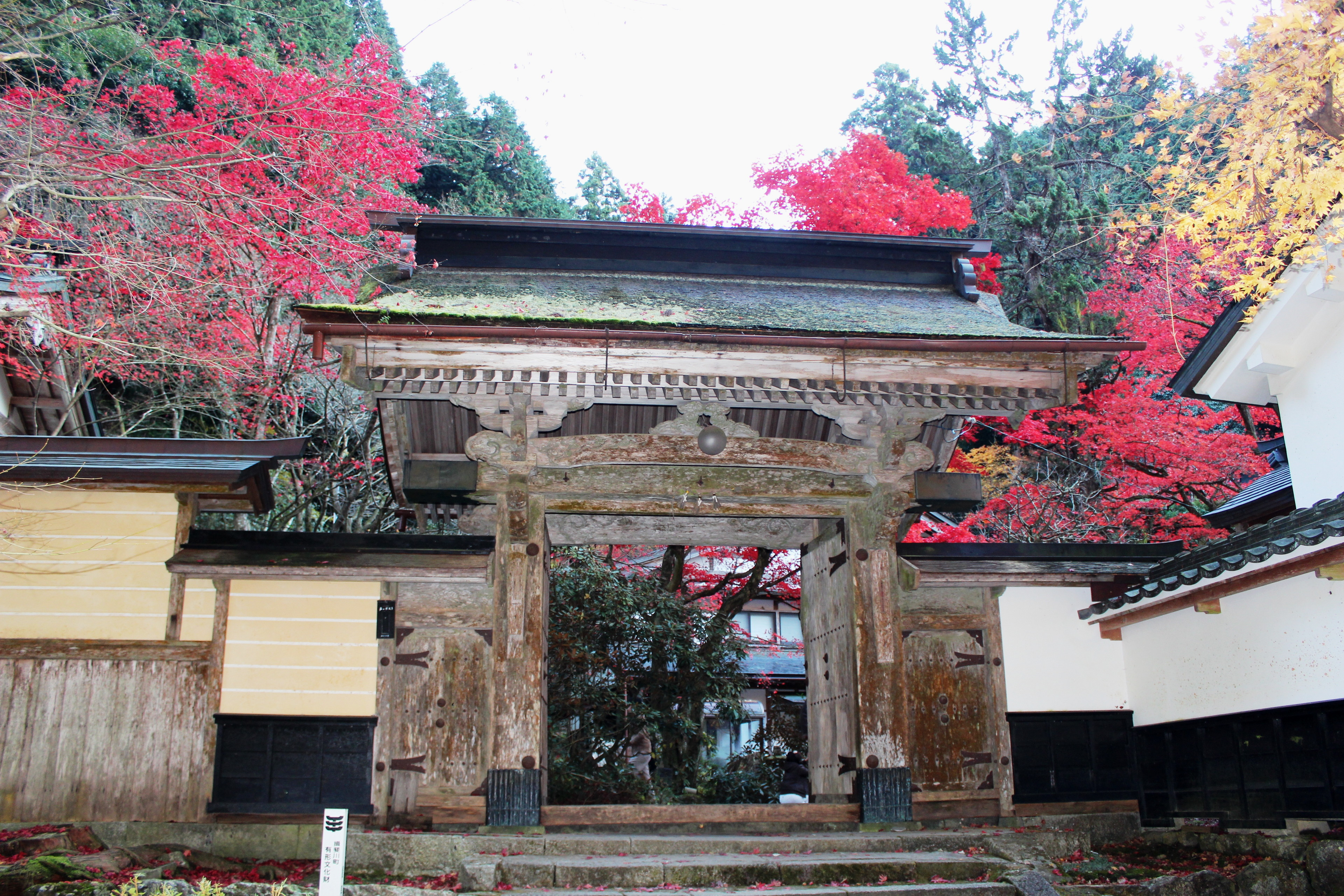
西山麓にある横蔵寺の寺門

## 登山
名刹の華厳寺と横蔵寺を結ぶ山越えの道は、東海自然歩道として復活し、日帰り登山やハイキングの登山道として利用されている。華厳寺から奥ノ院への参道からは門前町や山麓の田園風景が望める。華厳寺本堂から奥ノ院にかけてはミニ西国三十三ヶ所巡りの1番札所から33番札所があり、所々に小さな祠に観音石仏が設置されている。奥ノ院の少し上には、岩屋からしみ出す観満の水があり、不動尊堂が設置されている。登山道周辺ではヒノキとスギの植林が多く広葉樹が混じり、マンサクやカタクリ、アカマツ、タムシバ、ユズリハ、イワウチワなどが見られる。山頂には三等三角点（点名：岐礼）が設置されていて、灌木に覆われていて展望は開けていない。山頂付近を2系列の高圧送電線が横断している。西端の山腹にはしゃくなげ平と呼ばれる場所にはホンシャクナゲの自生地がある。横蔵寺の上部には中世の横蔵寺本堂跡、熊谷直実の墓、稚児岩、馬場跡、仁王門跡がある。西山麓の横蔵寺の上部の県民いこいの森には芝生広場と展望台がある。

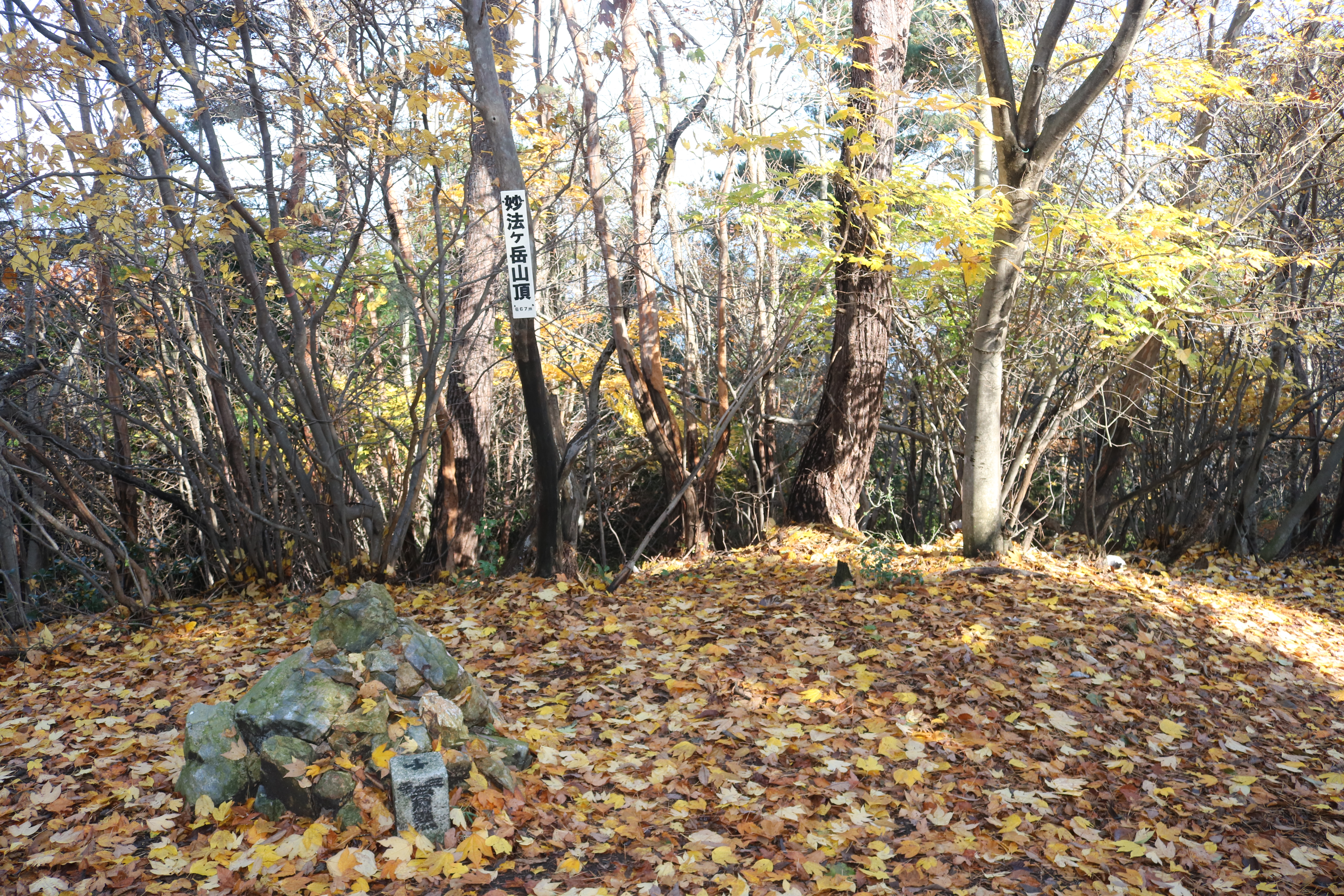
妙法ヶ岳の山頂、三等三角点（点名：岐礼）
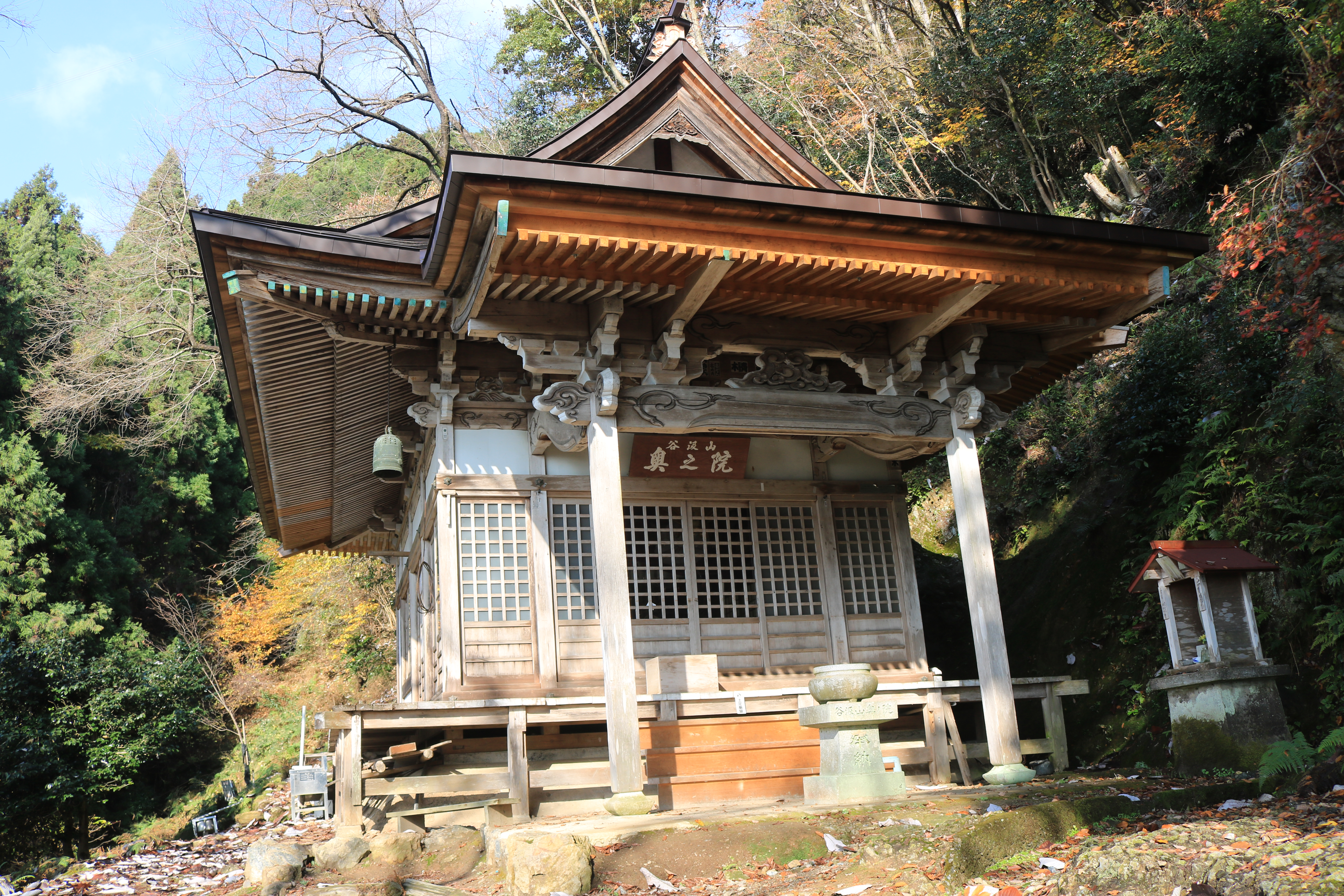
華厳寺の奥ノ院
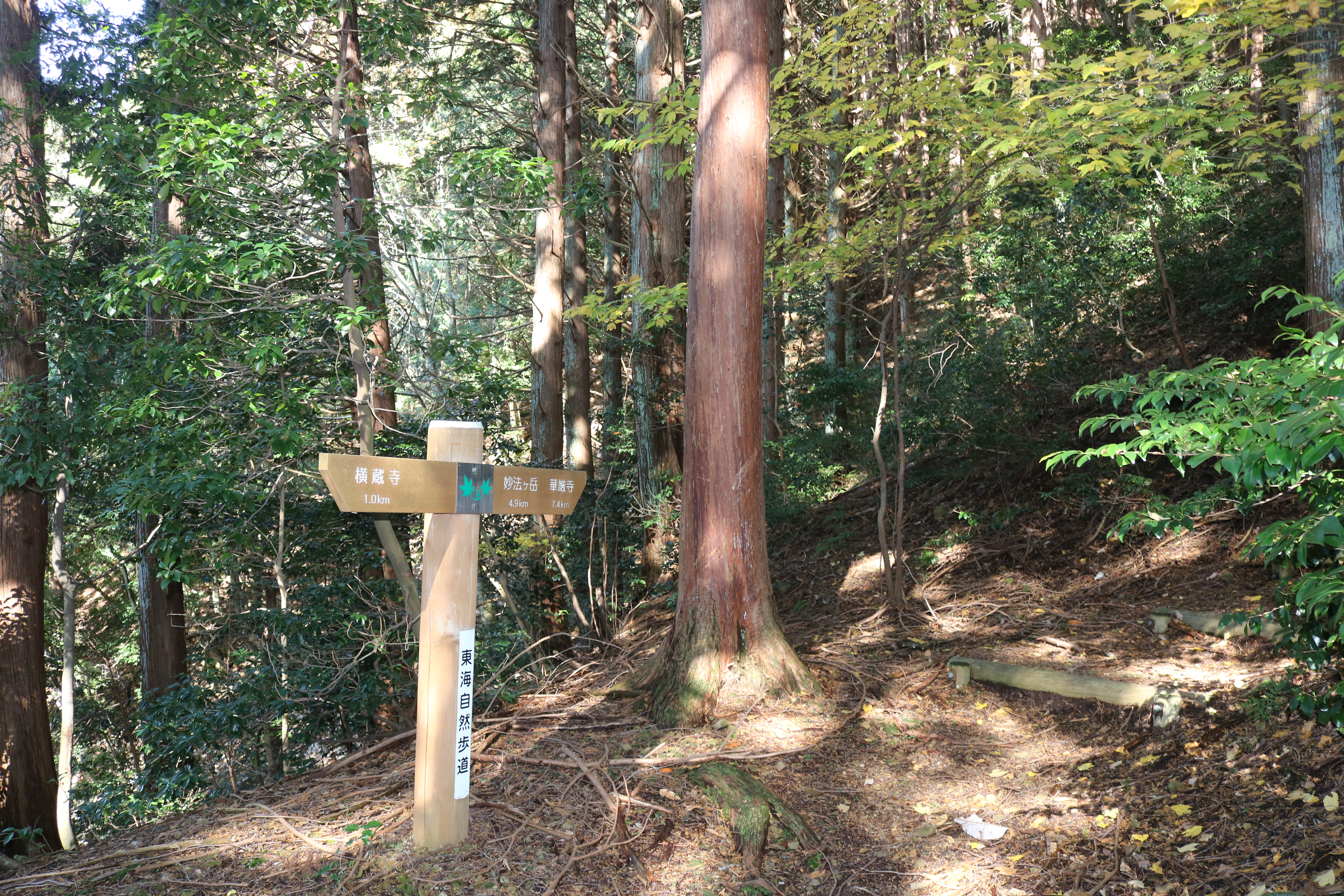
妙法ヶ岳を横断する東海自然歩道

## 地理
濃尾平野の北端 の岐阜県の西濃地方に位置する。

### 周辺の山
小津三山の雷倉から南東に派生する尾根の端付近に位置する。周辺の主要な山を下表に示す。
| 山容                                                                                 | 山名       | 標高(m)  | 三角点等級 基準点名 | 妙法ヶ岳からの 方角と距離(km) | 備考       |
| ------------------------------------------------------------------------------------ | ---------- | -------- | ------------------- | ----------------------------- | ---------- |
| 各務原アルプスの明王山から望む舟伏山（2016年2月3日撮影）                             | 舟伏山     | 1,040.28 | 二等 「船伏山」     | 北北東 14.8                   | ぎふ百山   |
| 金華山から望む小津権現山（2015年12月30日撮影）                                       | 小津権現山 | 1,157.70 | 二等 「小津」       | 西北西 10.9                   | ぎふ百山   |
| 西側の外津汲山から望む妙法ヶ岳（2019年10月22日撮影）                                 | 妙法ヶ岳   | 666.80   | 三等 「岐礼」       | 0                             | 続ぎふ百山 |
| 東方の麓から望む池田山（2010年5月1日撮影）                                           | 池田山     | 923.72   | 二等 「池田山」     | 南南西 13.6                   | ぎふ百山   |
| 岐阜シティ・タワー43の43階スカイラウンジの展望室から望む金華山（2015年12月30日撮影） | 金華山     | 328.77   | 二等 「金花山」     | 南東 20.9                     | 続ぎふ百山 |

### 源流の河川

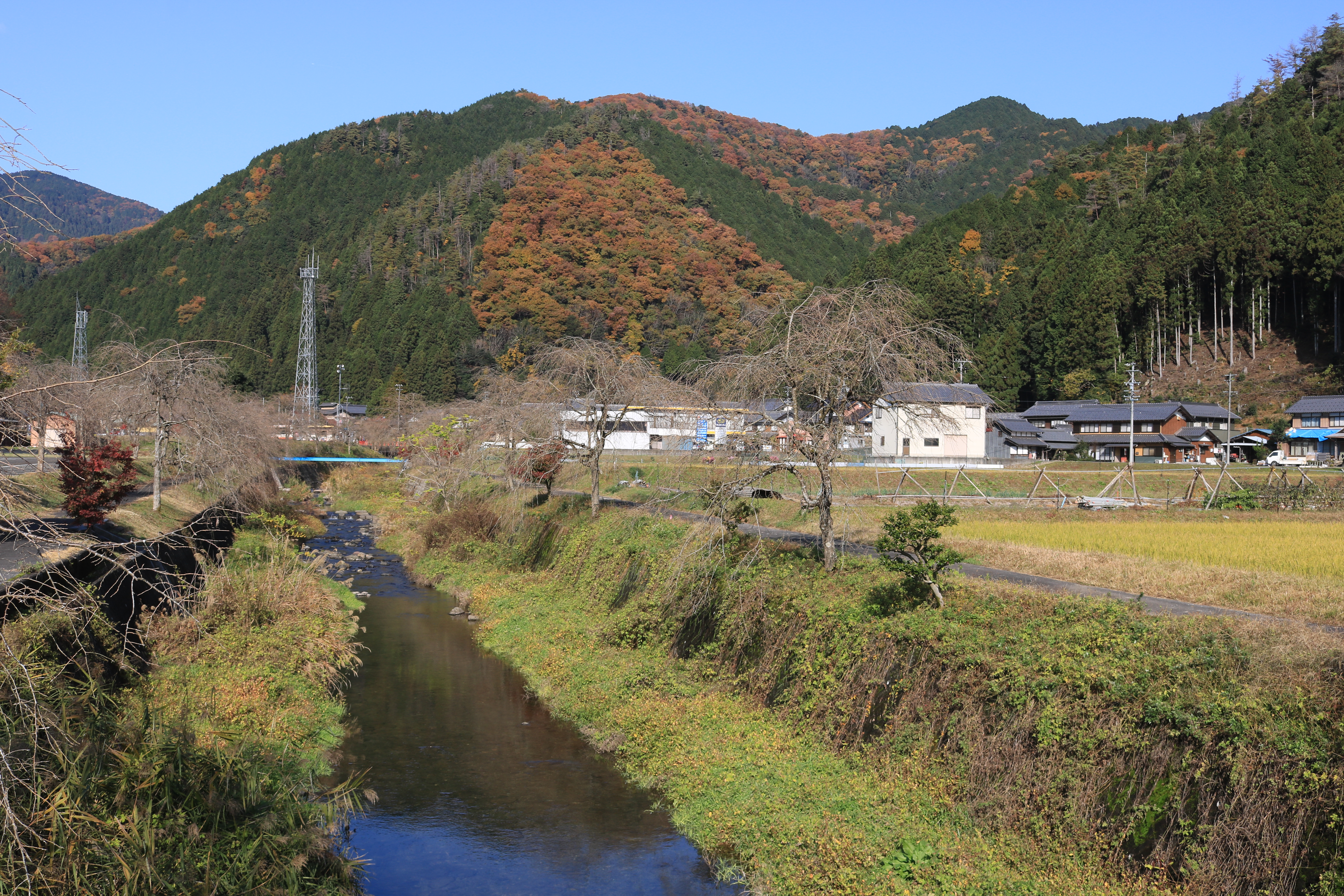
妙法ヶ岳の南西山麓を流れる飛鳥川（揖斐川の支流）

以下の木曽川水系の河川の源流となる山で、伊勢湾へ流れる。
- 岐札谷の支流、管瀬川の支流 - 根尾川の支流
- 飛鳥川の支流 - 揖斐川の支流

### 交通・アクセス

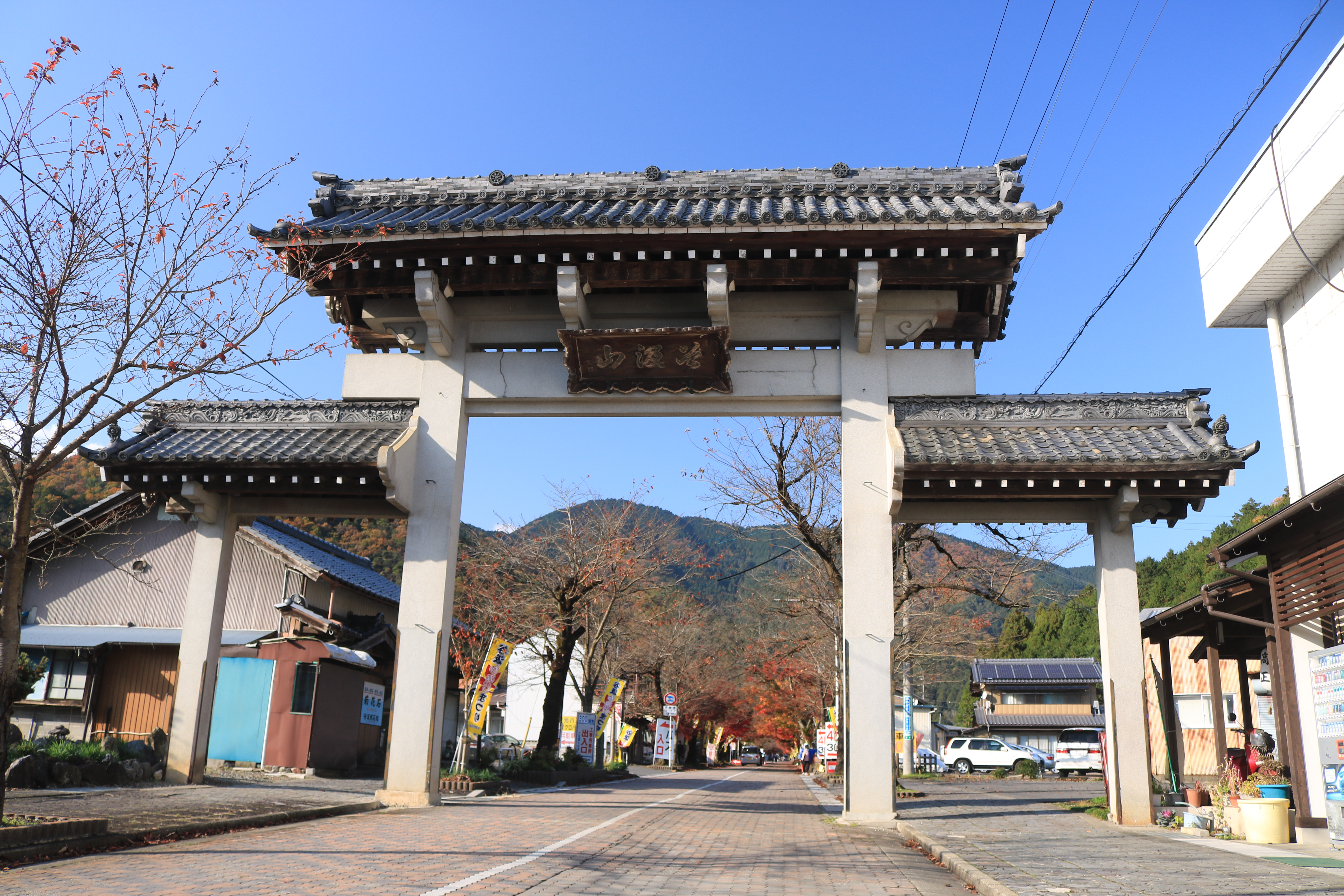
岐阜県道251号揖斐川谷汲山線をまたぐ谷汲山華厳寺の総門がら門前町が続き、その奥に妙法ヶ岳が見える

南東山麓の華厳寺の旧谷汲村の門前町下部にあった名古屋鉄道谷汲線谷汲駅は、2001年（平成13年）10月1日に廃止された。東山麓に岐阜県道255号根尾谷汲大野線が通り、南東山麓の華厳寺の門前町に岐阜県道251号揖斐川谷汲山線が通り、南山麓に岐阜県道40号山東本巣線が通りその沿線に道の駅夢さんさん谷汲があり、西山麓に岐阜県道267号神原揖斐川線が通り、北西山麓に岐阜県道268号神原西津汲線が通る。山上を東海自然歩道が東西に横断する。北山腹などには林道が敷設されている。
- 樽見鉄道樽見線の谷汲口駅の西北西5 kmに位置する[3]。
- 東海環状自動車道大野神戸インターチェンジの北14 kmに位置する[2]。

## 妙法ヶ岳の風景

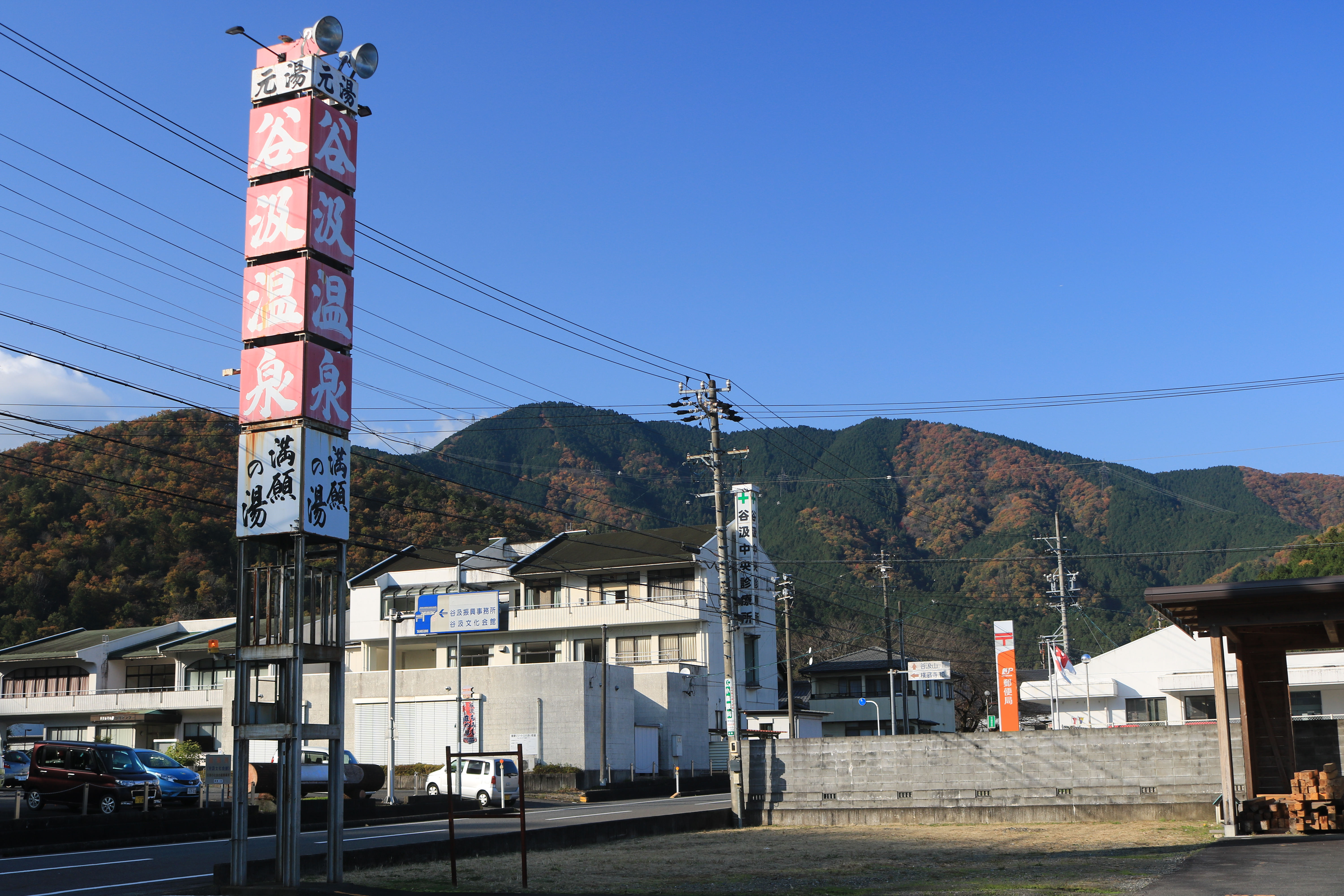
南東山麓の谷汲温泉から望む妙法ヶ岳
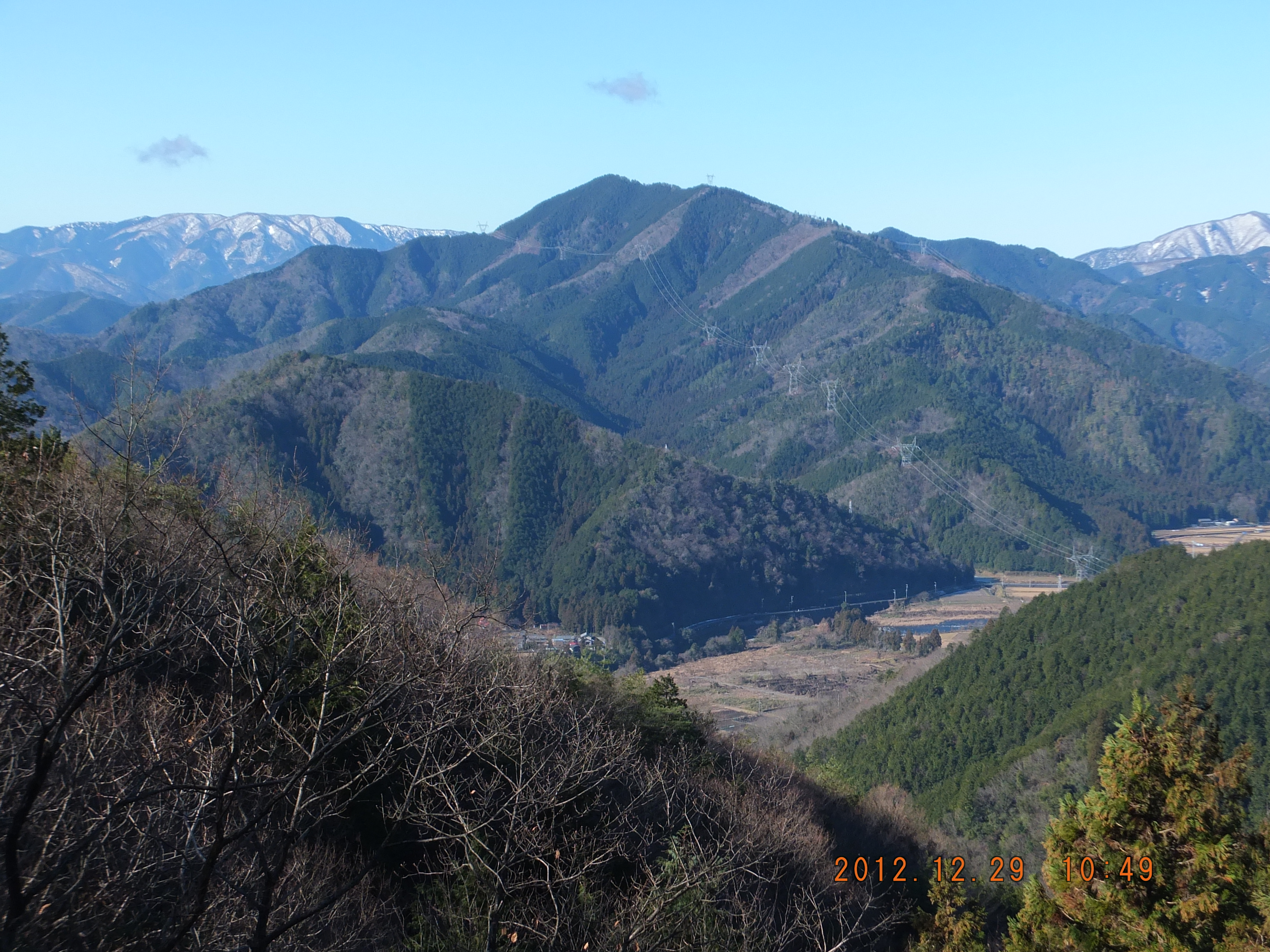
宮谷林道から望む妙法ヶ岳